# اورو ولی (آریزونا)
اورو ولی (به انگلیسی: Oro Valley) شهرکی در شهرستان پیما ایالت آریزونا است که در سرشماری سال ۲۰۱۰ میلادی، ۴۱٬۰۱۱ نفر جمعیت داشته‌است. اورو ولی، به‌طور رسمی در تاریخ ۱۹۷۴ میلادی به‌عنوان یک شهر شناخته شد.